# بيتر سفيدلر
بيتر سفيدلر (بالروسية: Свидлер, Пётр Вениаминович)‏ Pyotr Veniaminovich Svidler (ولد في 17 يونيو 1976) لاعب شطرنج روسي يحمل لقب أستاذ كبير.
- توج بطلاً لروسيا ثماني مرات.
- فاز بكأس العالم للشطرنج عام 2011.
- شارك في بطولة العالم للشطرنج الخاطف عام 2006.
- فاز بدورات فونتيس تيلبورغ وبيل وجبل طارق.
- فاز بالمشاركة بالمركز الأول في دورات دورتموند وإيرفلوت المفتوحة وكاربوف بويكوفسكي.
- بلغ أفضل تصنيف إيلو خاصته 2769 نقطة في مايو 2013.
- احتل التصنيف العاشر عالميا في يناير 2018.
- احتل التصنيف الرابع عالميا في يناير 2004.
- يشارك بالتعليق بشكل منتظم في موقع تشيس دوت كوم.

## روابط خارجية
- بيتر سفيدلر على موقع الاتحاد الدولي للشطرنج (الإنجليزية)
- بيتر سفيدلر على موقع مباريات الشطرنج (الإنجليزية)
- بيتر سفيدلر على موقع 365Chess.com (الإنجليزية)
- بيتر سفيدلر على موقع Chesstempo.com (الإنجليزية)
- بيتر سفيدلر سجل أولمبياد الشطرنج على موقع OlimpBase.org (الإنجليزية)